# Valerian Gvilia
Valerian Gvilia (in georgiano ვალერიან გვილია?; Zugdidi, 24 maggio 1994) è un calciatore georgiano con cittadinanza ucraina, centrocampista della Dinamo Tbilisi.

## Palmarès

### Club

#### Competizioni nazionali
- Campionato bielorusso: 1

BATĖ Borisov: 2016
- Supercoppa di Bielorussia: 1

BATĖ Borisov: 2017
- Campionato polacco: 2

Legia Varsavia: 2019-2020, 2020-2021
- Coppa di Polonia: 1

Raków Częstochowa: 2021-2022